# Mars 1873

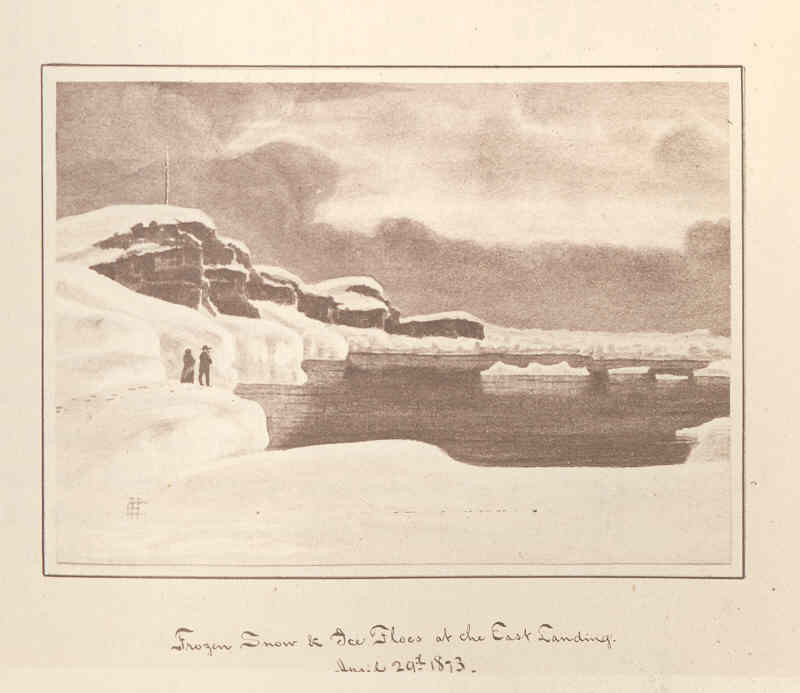

## Événements
- 5 mars : ouverture de la 2e législature du Canada.
- 18 mars : début de la première traversée est-ouest du continent africain de Zanzibar à Benguela par l'explorateur Verney Lovett Cameron (fin en 1875).
- 26 mars, Guerre d'Aceh : le gouvernement néerlandais déclare officiellement la guerre au sultanat d'Aceh dans le nord de Sumatra, qui résiste au pouvoir colonial des Pays-Bas (fin en 1908). Les Néerlandais ne parviennent à contrôler que les régions côtières.

## Naissances
- 5 mars : Richard Benno Adam, peintre allemand († 20 janvier 1937).
- 17 mars :
  - Margaret Bondfield, première femme ministre au Royaume-Uni[1] († 16 juin 1953).
  - Hermann Kurtz, collectionneur et prestidigitateur roumain († 30 septembre 1942).
  - Shirataki Ikunosuke, peintre de paysages et de fleurs japonais († 25 novembre 1961)

## Décès
- 1er mars : Robert Nelson, chef patriote en 1838.
- 5 mars : Sophie Duprat, artiste peintre française (° 1798).
- 27 mars : Amédée Simon Dominique Thierry, historien français (° 2 août 1797, 75 ans).